# المنبأ
قرية المنبأ تقع في محلية ريفي خشم القربة ولاية كسلا.
تبعد من الخرطوم 560 كيلو على ارتفاع 450 من سطح البحر تطل القرية على بحيرة وخزان خشم القربة تتميز بمناخها المعتدل وطبيعتها الخلابة وتكسو القرية اشجار السنط المعمرة يعتمد أهل القرية على الزراعة والرعي وصيد الأسماك يسكن القرية قبيلة البوادرة التى يرجع نسبها الى عرب جهينة.